# Cumbre del ALBA-TCP
La Cumbre de la Alianza Bolivariana para los Pueblos de Nuestra América - Tratado de Comercio de los Pueblos (ALBA-TCP) es una reunión de líderes de la Alianza Bolivariana para los Pueblos de Nuestra América - Tratado de Comercio de los Pueblos (ALBA-TCP).

## Reuniones
- 14 de diciembre de 2019 en La Habana, Cuba.[1]
- XVIII edición, 14 de diciembre de 2020 (virtual).[2]
- XIX edición, 25 de junio de 2021, Caracas, Venezuela.[3]